# Correspondance du Nord-Est
La Correspondance du Nord-Est est une agence de presse télégraphique internationale fondée à Paris par les immigrés polonais de l'hôtel Lambert au XIXe siècle, qui a opéré de 1868 jusqu'à la guerre de 1870. L'agence fut codirigée par Lubomir Gadon et Henry Wyzeski.

## Histoire

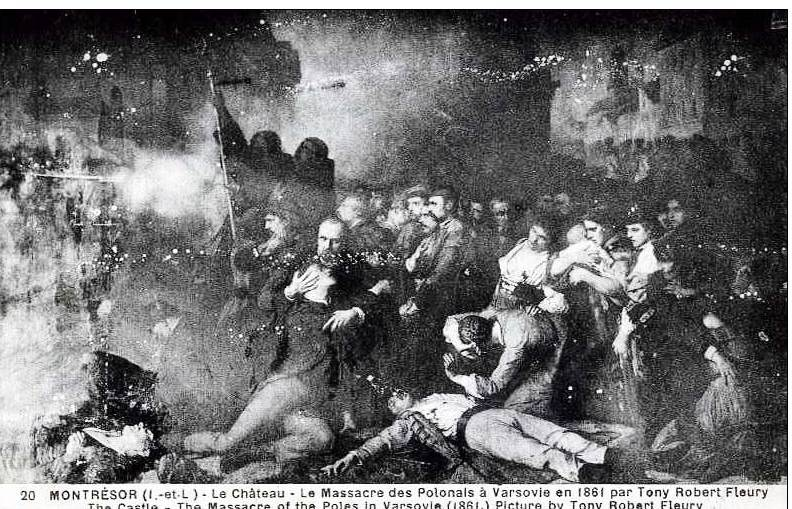
Le Massacre des Polonais à Varsovie, 1861, cause une centaine de morts quand l'armée russe mitraille une foule désarmée. Tableau de Tony Robert-Fleury (1866).

La « Grande Émigration » polonaise débuta après l'insurrection de novembre 1830, et le premier des partages de la Pologne entre l'Empire russe, le royaume de Prusse et l'empire d'Autriche, chassant l'intelligentsia polonaise vers l'Europe occidentale et principalement la France. Elle s'intensifia après l'insurrection de Cracovie, l'insurrection de Grande-Pologne (1848) et surtout l'Insurrection polonaise de 1861-1864, pendant laquelle des manifestations patriotiques sont organisées dans de nombreuses villes de Lituanie, de Ruthénie et de Galicie. 
Le prince Napoléon-Jérôme Bonaparte effectue des intercessions constantes auprès de son cousin l’empereur Napoléon III en faveur des réfugiés polonais, "manifestant sa prédilection particulière pour les membres du "parti des Batignolles", et "attirant sur ce dernier l’attention du pays". Trois drapeaux polonais trouvèrent ainsi un refuge à Paris : celui du prince prince Adam Jerzy Czartoryski, celui de Ludwik Mierosławski, le "Napoléon polonais", et celui du "parti des Batignolles". La Bibliothèque du Lycée polonais des Batignolles, crée en 1842 et fermé en 1922, était célèbre pour la qualité de ses ouvrages militaires.
Le prince Adam Jerzy Czartoryski dirige lui le "parti de l'hôtel Lambert", du nom de l'immeuble qu'il a acheté à Paris en 1848. Parmi ses partisans les propriétaires fonciers et les prêtres. Il devient le centre de la diaspora, qui se lie aux élites culturelles et politiques de l'Europe de l'Ouest. Adam Jerzy Czartoryski, qui crée la Librairie Polonaise, la Société Historique de Pologne, un institut pour les jeunes filles polonaises et une école pour les jeunes gens polonais. Lubomir Gadon devient le secrétaire particulier de W. Czartoryski, co-éditeur, en 1867. L'année suivante, il a  fondé à Paris une agence de presse, la "Correspondance du Nord-Est" chargée de fournir à la presse occidentale, et surtout aux journaux français et belges, des informations sur le nord-est de l'Europe. 
La "Correspondance du Nord-Est" utilise les services télégraphiques, grâce à la forte expansion du réseau européen. Elle publie aussi une feuille lithographiée quotidienne, alimentée par des très nombreux correspondants en Italie, Allemagne, France, et dans les empires russes, austro-hongrois et ottomans, qui se partageaient alors toute l'Europe centrale et orientale. Les informations de cette "Agence polonaise nationale de Paris" sont parfois jugées timorées et souvent très partiales. Luttant contre la propagande russe et le panslavisme, elle adhéra à de nombreuses institutions culturelles et charitables. Cette agence préconisait l’idée d’un rapprochement franco-austro-hongrois. Des journalistes polonais exerçaient également une certaine influence sur l’opinion publique, en particulier ceux qui collaboraient avec le Journal des Débats, La Revue des Deux Mondes et L'Opinion nationale. 
Le 6 juin 1867, un émigré polonais de vingt ans, Antoni Berezowski, tira deux balles de revolver sur le tsar de Russie, qui roulait en calèche découverte à Paris, accompagné de Napoléon III. L’opinion publique fut bouleversée et entendit parler du martyre enduré par la Pologne sous le joug russe.
La "Correspondance du Nord-Est" joua un rôle important lors de l'affaire de la dépêche d'Ems", car elle transmet dès le 13 juillet à Paris un extrait du journal allemand publié à Berlin relatant l'affaire, avec une traduction plus fidèle que celle de l'Agence Continentale, ce qui fait qu'elle est citée par des quotidiens français le lendemain, à Paris et en Province. 
Parmi les journalistes polonais parisiens de l'époque, Julian Klaczko, grand ami de François Buloz, s’efforçait d’imposer aux lecteurs une vision des questions de l’Europe Orientale dénonçant les visées expansionnistes aussi bien de la Russie des tsars, que de l’Allemagne de Bismarck. En 1869, il quitte Paris pour Vienne et devient conseiller du ministre des Affaires étrangères avant d'être élu au parlement en 1870, où il s'active en faveur d'une  intervention  autrichienne pour aider la France, ce qui déclenche l'ire de Bismarck. Dans ses lettres et dans ses Souvenirs, le nom de Klaczko revient plusieurs fois avec une haine passionnée et un ardent désir de vengeance.